# Parasol krilo
Parasol krilo je izvedba, pri katerem je krilo nameščeno nad trup letala. Krilo podpirajo podporne palice imenovane "cabane struts". Deloma je podobno dvokrilniku, le da ni spodnjega krila. Ta način omogoča boljšo vidljivost, vendar pa podporne palice povečajo zračni upor.

## Primeri letal s parasol krili
- Pietenpol Air Camper
- Heath Parasol
- Loehle Sport Parasol
- Davis D-1[1]
- Lockheed Air Express
- Consolidated PBY Catalina - leteči čoln